# Partit Socialista (Valònia)
El Partit Socialista (PS) (en francès:Parti Socialiste) és un partit polític belga. El moviment socialista domina l'escena política belga des de mitjans del segle xx. El Partit Socialista va nàixer de l'escissió en 1978 del Partit Socialista Belga, en una ala flamenca, el Socialistische Partij (SP), i una ala francòfona. El partit és avui el segon partit francòfon de Bèlgica.

## Història
Des de 1974 André Cools i Jos Van Eynde compartien la presidència del Partit Socialista Belga, i a finals de la dècada de 1970, el debat sobre la reforma de l'Estat va provocar molta tensió entre les ales flamenca i valona del BSP, que van tenir els congresos independents el 1978 a Klemskerke i Malines, i a Verviers, fins a la ruptura definitiva dels socialistes valons, que a finals d'octubre de 1978 van formar el Parti Socialiste (PS).
Després de les eleccions legislatives belgues de 1999 formà part d'un govern de coalició presidit pel liberal Guy Verhofstadt del Vlaamse Liberalen en Democraten amb el Parti Réformateur Libéral, els socialistes de Flandes i els ecologistes Groen i Ecolo. A les eleccions legislatives belgues de 2007 va obtenir 20 diputats i 4 senadors.
El PS va ser membre del Govern de Yves Leterme del Christen-Democratisch en Vlaams (CD-V) de 2008 fins a la seva dimissió uns mesos després, del de Herman Van Rompuy del CD-V que el va succeïr, i del nou govern que Leterme va formar quan Van Rompuy fou escollit President del Consell Europeu en 2009.
Després del conflicte pel districte electoral Brussel·les-Halle-Vilvoorde, Open Vlaamse Liberalen en Democraten (Open VLD) va abandonar el govern de Leterme donant lloc a eleccions anticipades el 13 de juny de 2010, en les que a Flandes el Nieuw-Vlaamse Alliantie (N-VA) es va convertir en el partit més important mentre el Partit Socialista es va imposar a Valònia.
L'11 d'octubre de 2011 es va presentar un acord entre els partits flamencs Christen-Democratisch en Vlaams (CD&V), Open VLD, Socialistische Partij Anders (sp.a), Groen! i els francòfons PS, Mouvement Réformateur (MR), Centre Demòcrata Humanista (CDH) i Ecolo per a una sisena reforma institucional en la que el districte electoral i judicial de Brussel·les-Halle-Vilvoorde es dividiria, es transferirien competències federals a les comunitats i regions com economia, ocupació i política familiar, i el Senat belga ja no seria elegit directament, sinó que es convertirà en una assemblea de parlaments regionals, amb menys membres. Tanmateix, encara s'havia de formar una coalició de govern. Després d'any i mig sense un govern formal en Bèlgica, el socialista Elio Di Rupo presentà en octubre una proposició de govern al Rei Albert II entre diverses formacions tant francòfones com neerlandòfones i el 6 de desembre del 2011 Di Rupo és nomenat primer ministre fruit del nou acord entre PS, CD&V, MR, SP.A, Open VLD i CDH.
Després de les eleccions legislatives belgues de 2014 el Partit Socialista va passar a l'oposició del govern de coalició de Charles Michel del MR amb Nieuw-Vlaamse Alliantie (N-VA), MR, Christen-Democratisch en Vlaams (CD&V) i Open Vlaamse Liberalen en Democraten (Open Vld). El juliol de 2017, en un context marcat per nombrosos escàndols (Publifin, ISPPC i Samusocial), el Partit Socialista es va veure obligat a tornar a l'oposició a Valònia després d'estar al poder de manera quasi interrompuda des de 1981. Després de les eleccions legislatives belgues de 2019 va entrar en el govern de coalició d'Alexander De Croo de l'Open Vld amb el MR, els socialistes de Flandes (Endavant), CD&V i els ecologistes flamencs i els valons.
Amb la baixada del partit a les eleccions legislatives belgues de 2024, Paul Magnette va dimitir com a líder del partit però la seva renúncia va ser rebutjada per la junta directiva del partit.

## Fonaments ideològics i filosòfics
El socialisme democràtic té com a objectiu la formació d'una societat basada en els ideals democràtics, i la igualtat de tots els ciutadans.
Cada individu ha de poder ser lliure en el seu desenvolupament, en les seues opcions, en les seues decisions, com també ha de pesar imperativament en tots els nivells de la societat on viu. La llibertat implica dos aspectes: el de no ser oprimit, i el de poder involucrar-se i participar en les decisions que tenen a veure amb la col·lectivitat. La llibertat dels ciutadans suposa la seva igualtat social. La igualtat implica que cada persona puga, justament, implicar-se en les decisions de la societat, i decidir sobre la seua pròpia vida, deixant de costat les condicions socials i familiars on viu. La igualtat suposa el dret de prendre una decisió, i de seguir trajectòries diferents, sense que eixes diferències duguen a una subordinació en la vida quotidiana i en la societat.
La llibertat i la igualtat estan unides als drets dels individus i a les solucions col·lectives de realització d'objectius conformes a l'interès general. L'Home és un ésser social que es desenvolupa i s'obri al contacte d'altra persona, i faldons sencers del que determina el benestar individual poden ser creats només en el marc d'una acció comuna. Aqueix interès comú suposa la solidaritat, el sentiment comunitari, que ve de la presa de consciència de nostra independència.
La societat que busquen els socialistes és una societat basada en l'acció comuna, en el respecte i cura dels altres. Tot ciutadà ha de tenir els mateixos drets i les mateixes possibilitats de contribuir a les solucions; tot ciutadà té el mateix deure assumir la responsabilitat d'això. La solidaritat no exclou el desenvolupament individual, però és profundament incompatible amb l'egoisme que permet l'explotació dels altres en el nom d'un interès personal.
Per als socialistes, tot poder ha de fundar-se sobre la comunitat de persones que constitueixen la societat. Els interessos econòmics no han d'imposar límits a la democràcia. La democràcia té sempre el dret de fer el quadre econòmic, i limitar al mercat. Els socialistes han de crear una organització social on els ciutadans i individus puguen pesar en les decisions col·lectives. Cada ciutadà, com assalariat o consumidor, ha de poder exercir una influència sobre la creació i la repartició de la producció, l'organització i les condicions de treball. Eixos valors democràtics han de regir tots els nivells de la societat perquè aquesta estiga organitzada sense dominació, o submissió, sense diferències de classe, sense prejudicis o discriminacions.
El socialisme democràtic també va integrar la problemàtica del medi ambient, i del desenvolupament sostenible, com també les problemàtiques de la lluita de les dones pels seus drets.

## Organització

### Estructura internacional
El Partit Socialista és membre ple de la Internacional Socialista (IS), que és l'organització mundial dels partits socialistes, socialdemòcrates i laboristes. Actualment compta amb 139 partits i organitzacions polítiques de tots els continents.
A nivell europeu, el Partit Socialista, així com tots els seus militants, estan adherits al Partit Socialista Europeu. Disposa d'un grup en el Parlament Europeu.

### Organitzacions associades
El Partit Socialista treballa quotidianament amb organitzacions que té objectius comuns als seus. Poden estar lligats amb el Partit Socialista, o simplement associades.
- El Moviment dels Joves Socialistes és una estructura autònoma que reuneix als joves que desitgen adherir-se, de 15 a 30 anys.
- L'Institut Emile Vandervelde, constitueix avui dia un equip de joves compromesos, la missió dels quals consisteix a jugar un rol d'interfície amb els grups parlamentaris socialistes en les diferents assemblees.

## Resultats electorals

### Cambra de Representants
| Eleccions legislatives belgues | Eleccions legislatives belgues | Eleccions legislatives belgues | Eleccions legislatives belgues | Eleccions legislatives belgues | Eleccions legislatives belgues | Eleccions legislatives belgues | Eleccions legislatives belgues |
| Any                            | Líder                          | Vots                           | %                              | +/–                            | Escons                         | +/–                            | Govern                         |
| ------------------------------ | ------------------------------ | ------------------------------ | ------------------------------ | ------------------------------ | ------------------------------ | ------------------------------ | ------------------------------ |
| 1978                           | André Cools                    | 689,876                        | 12,5 / 100                     | Nou                            | 31 / 212                       | Nou                            | Coalició                       |
| 1981                           | André Cools                    | 733,137                        | 12,2 / 100                     |                                | 35 / 212                       | ▲ 4                            | Oposició                       |
| 1985                           | Guy Spitaels                   | 834,488                        | 13,8 / 100                     |                                | 35 / 212                       | =                              | Oposició                       |
| 1987                           | Guy Spitaels                   | 961,361                        | 15,6 / 100                     |                                | 40 / 212                       | ▲ 5                            | Coalició                       |
| 1991                           | Guy Spitaels                   | 831,199                        | 13,5 / 100                     |                                | 35 / 212                       | ▼ 5                            | Coalició                       |
| 1995                           | Louis Tobback                  | 720,819                        | 11,9 / 100                     |                                | 21 / 150                       | ▼ 14                           | Coalició                       |
| 1999                           | Elio Di Rupo                   | 631,653                        | 10,2 / 100                     |                                | 19 / 150                       | ▼ 2                            | Coalició                       |
| 2003                           | Elio Di Rupo                   | 855,992                        | 13 / 100                       |                                | 25 / 150                       | ▲ 6                            | Coalició                       |
| 2007                           | Elio Di Rupo                   | 724,787                        | 10,9 / 100                     |                                | 20 / 150                       | ▼ 5                            | Coalició                       |
| 2010                           | Elio Di Rupo                   | 894.543                        | 13,7 / 100                     | ▲ 2,84                         | 26 / 150                       | ▲ 6                            | Coalició                       |
| 2014                           | Elio Di Rupo                   | 787.058                        | 11,67 / 100                    | ▼ 2,03                         | 23 / 150                       | ▼ 3                            | Oposició                       |
| 2019                           | Elio Di Rupo                   | 641.623                        | 9,46 / 100                     | ▼ 2.21                         | 20 / 150                       | ▼ 3                            | Suport extern (2020)           |
| 2019                           | Elio Di Rupo                   | 641.623                        | 9,46 / 100                     | ▼ 2.21                         | 20 / 150                       | ▼ 3                            | Coalició (2020-2024)           |
| 2024                           | Paul Magnette                  | 561.602                        | 8,04 / 100                     | ▼ 1,42                         | 16 / 150                       | ▼ 4                            | Oposició                       |

### Senat
| Any  | Vots    | %    | Escons   | +/− |
| ---- | ------- | ---- | -------- | --- |
| 1978 | 685,307 | 12.5 | 17 / 106 | Nou |
| 1981 | 755,512 | 12.7 | 18 / 106 | 1   |
| 1985 | 832,792 | 13.9 | 18 / 106 | =   |
| 1987 | 958,686 | 15.7 | 20 / 106 | 2   |
| 1991 | 814,136 | 13.3 | 18 / 106 | 2   |
| 1995 | 764,610 | 12.8 | 5 / 40   | 13  |
| 1999 | 597,890 | 9.7  | 4 / 40   | 1   |
| 2003 | 840,908 | 12.8 | 6 / 40   | 2   |
| 2007 | 678,812 | 10.2 | 4 / 40   | 2   |
| 2010 | 880,828 | 13.6 | 7 / 40   | 3   |
| 2014 |         |      | 9 / 60   | 2   |
| 2019 |         |      | 7 / 60   | 2   |
| 2024 |         |      | 6 / 60   | 1   |

### Parlament Europeu
| Any  | Líder                                                | Vots    | Vots   | %          | %          | %     | Escons | +/− | Grup |
| Any  | Líder                                                | F.E.C.  | G.E.C. | F.E.C.     | G.E.C.     | Total | Escons | +/− | Grup |
| ---- | ---------------------------------------------------- | ------- | ------ | ---------- | ---------- | ----- | ------ | --- | ---- |
| 1979 | Anne-Marie Lizin (F.E.C.)                            | 575,824 | N/D    | 27.43 (#1) | N/D        | 10.58 | 4 / 24 | Nou | SOC  |
| 1984 | Ernest Glinne (F.E.C.)                               | 762,293 | N/D    | 34.04 (#1) | N/D        | 13.32 | 5 / 24 | 1   | SOC  |
| 1989 | Ernest Glinne (F.E.C.)                               | 854,207 | N/D    | 38.13 (#1) | N/D        | 14.48 | 5 / 24 | =   | SOC  |
| 1994 | José Happart (F.E.C.) n/a (G.E.C.)                   | 680,142 | 4,820  | 30.44 (#1) | 12.57 (#5) | 11.48 | 3 / 25 | 2   | PES  |
| 1999 | Philippe Busquin (F.E.C.) Charles Servaty (G.E.C.)   | 596,567 | 4,215  | 25.78 (#2) | 11.42 (#4) | 9.59  | 3 / 25 | =   | PES  |
| 2004 | Elio Di Rupo (F.E.C.) Werner Baumgarten (G.E.C.)     | 878,577 | 5,527  | 36.09 (#1) | 14.94 (#3) | 13.54 | 4 / 24 | 1   | PES  |
| 2009 | Jean-Claude Marcourt (F.E.C.) Resi Stoffels (G.E.C.) | 714,947 | 5,658  | 29.10 (#1) | 14.63 (#4) | 10.88 | 3 / 22 | 1   | S&D  |
| 2014 | Marie Arena (F.E.C.) Antonios Antoniadis (G.E.C.)    | 714,645 | 5,835  | 29.29 (#1) | 15.12 (#4) | 10.68 | 3 / 21 | =   | S&D  |
| 2019 | Paul Magnette (F.E.C.) Matthias Zimmermann (G.E.C.)  | 651,157 | 4,655  | 26.69 (#1) | 11.42 (#4) | 9.74  | 2 / 21 | 1   | S&D  |
| 2024 | Elio Di Rupo (F.E.C.) Charles Servaty (G.E.C.)       | 529,697 | 5,131  | 20.52 (#1) | 11.82 (#5) | 7.50  | 2 / 22 | =   | S&D  |

## Caps del partit
- André Cools, 1978-1981 (antic cap de la secció valona)
- Guy Spitaels, 1981-1992
- Philippe Busquin, 1992-1999
- Elio Di Rupo, 1999-2011
- Thierry Giet, 2011-2013 (amb caràcter interí)
- Paul Magnette 2013-actual